# Liga Mayor de Fútbol de Honduras
La Liga Mayor de Honduras es la Tercera División de fútbol en Honduras. 
Participan un total de 207 equipos; se divide en 3 rondas (Ligas Locales, Torneos Departamentales, Torneos Regionales).

## Primera Ronda

### Liga Local
Son ligas locales en los municipios de cada uno de los departamentos que están divididos de manera estratégica de a acuerdo a su ubicación geográfica en una de las regionales, los campeones y subcampeones de cada una de las ligas locales clasifican al Torneo Departamental.

## Segunda Ronda

### Torneo Departamental
Se juega en el formato de eliminación directa a partidos de ida y vuelta, los campeones y subcampeones de cada uno de los torneos departamentales clasifican al Torneo Regional.

## Tercera Ronda

### Torneo Regional
Se juega en el formato de eliminación directa a partidos de ida y vuelta, Los campeones de cada Torneo Regional ascenderán a la Liga de Ascenso. 
En esta ronda se juegan 5 torneos regionales:
- Torneo Regional del Norte: Lo jugarán los campeones y subcampeones de los departamentos de Cortés, Atlántida, Colón, Yoro e Islas de la Bahía.

- Torneo Regional del Centro Oriente #1: Lo jugarán los campeones y subcampeones de los departamentos de Francisco Morazán, Olancho y El Paraíso.

- Torneo Regional del Centro #2: Lo jugarán los campeones y subcampeones de los departamentos de Comayagua, Intibucá y La Paz.

- Torneo Regional del Sur: Lo jugarán los campeones y subcampeones de los departamentos de Valle y Choluteca.

- Torneo Regional de Occidente: Lo jugarán los campeones y subcampeones de los departamentos de Copán, Lempira, Ocotepeque y Santa Bárbara.

La Regional del Centro Oriente tendrá 2 torneos: 
El Campeón del Torneo #1 se enfrentará al Campeón del Torneo #2, el ganador ascenderá a la Liga de Ascenso.